# Magnatune
A Magnatune é uma loja virtual de música, que se destaca por diversas características:
- Os arquivos de música baixados por ela não tem nenhuma forma de DRM, ou seja, eles podem ser tocados livremente.
- É possível obter prévias, via streaming, de todas as músicas disponíveis no catálogo.
- Pode-se baixar os arquivos em diversos formatos, como MP3 e Ogg Vorbis.
- O cliente pode decidir quanto quer pagar pela música, entre $5 a $18. 50% do lucro vai direto para o artista.
- Toda a música disponível nela está licenciada sob Creative Commons.
- É integrável com o Amarok e o Rhythmbox.

Ela serve principalmente como vitrine para bandas independentes, e lucra vendendo direitos de uso das músicas para empresas, como produtoras de filmes.